# Église Saint-Nicolas de Fossé
L'église Saint-Nicolas est une église située à Fossé, en France. Cette église a été partiellement détruite pendant la Seconde Guerre mondiale. En 1954, la Coopérative de reconstruction des églises dévastées de France charge trois jeunes artistes de reconstruire et décorer l'église : Pierre Székely, peintre et sculpteur, son épouse Vera, céramiste, et André Borderie. L'aménagement et la décoration surprennent une partie des habitants, et provoquent une polémique au-delà du village, avec des partisans et des détracteurs. Une partie significative du mobilier est enlevé à la fin des années 1950. L'église est aujourd'hui inscrite monument historique.

## Description
De l'extérieur, l'église semble une petite église de campagne, sans grande originalité, semblable à bien d'autres. Un historien du Vouzinois écrit à son propos, dans l'entre-deux-guerres : « L'église, dédiée à saint Nicolas, n'a rien de remarquable ».
La nef, orientée vers l'est, suit un plan rectangulaire très simple. Le chœur, qui la prolonge, est formé d'une travée droite et d'une abside à trois pans. Chaque mur latéral de la nef est percé de trois baies, deux cintrées et une en arc brisé. Le chœur est également éclairé par trois baies, aux arcs brisés. Les maçonneries de la nef sont constituées de moellons, d'origine locale. Le chœur, les encadrements de baies et la corniche sont en pierre de taille de couleur légèrement ocre. La couverture est en ardoise. Un petit beffroi domine l'édifice.
À l'intérieur, la nef est simple et dépouillée. Ses murs sont peints en rose. La partie centrale est une ancienne allée. Elle a conservé un carrelage émaillé du XIXe siècle, avec des motifs losangés et floraux offrant des quadrilobes. Les bancs dessinés par Szekely et Borderie constituent un bloc occupant l'essentiel de nef. le passage se fait désormais sur les côtés. Le plafond, ainsi que le mur s'ouvrant sur le chœur, sont de couleur blanc cassé. Le sol est couvert de carreaux de terre cuite, de teinte rouge.
Le mur du chœur est peint en jaune pâle. L'abside est plus élevé que le reste du chœur mettant en exergue l'autel. Celui-ci est formé par un socle de maçonnerie sur lequel repose une table en marbre blanc de Carrare. Cette table est une ancienne pierre tombale du cimetière de l'église, et réutilisée par les artistes, surpris de la trouver à l'abandon, agissant ainsi à la fois par économie de moyens et dans le souci d'ancrer leurs travaux dans l'histoire du pays. Elle est décorée de deux faux, aux manches croisés, liés par un ruban, de deux candélabres gravés dans le marbre et de deux flambeaux renversés. Une petite inscription précise le nom du défunt : Basile Joseph Raux, le maître de forges et député du tiers-état aux États généraux de 1789 pour le bailliage de Reims.
Dans le mur sud du chœur, un tabernacle est fermé par une grille en fer forgé, faite à partir d'un assemblage de clous, constituant une œuvre abstraite se détachant du mur et évoquant la crucifixion de Jésus-Christ. La conception est de Szekely et Borderie. La réalisation est du ferronnier Petit.
En se retournant vers l'entrée, le mur intérieur de la façade ouest est peint sur toute sa hauteur. Les couleurs passent du gris clair au bleu pâle, au violet et au mauve, au jaune, au vert et à l'orangé. De grandes lignes, plus ou moins incisés  dans l'enduit, créent une dynamique verticale, légère et vive. Cette composition abstraite est cosignée par Szekely et Borderie. Le thème évoque le livre de Tobie, l'alleluia cantabitur, le rétablissement de Jérusalem. La taille de cette peinture murale, sa qualité d'exécution et sa qualité artistique en font une œuvre remarquable, d'un style assez représentatif de l’œuvre de Borderie et de l'art abstrait en France dans les années 1950.
Les neuf baies de l'église sont ornées de vitraux constitués de verres légèrement dépolis au jet de sable, ou peints avec des aplats blancs, ou laissés transparents. Ces verres viennent se loger dans des structures, évolutives d'un vitrail à l'autre, constituées de lames de fer de 7 cm découpées au chalumeau. Ces sculptures métalliques noires, construites là encore par le ferronnier Petit, font l'effet de sculptures et de signes, évoquant soit la lettre A, soit la lettre tau, soit des croix, etc..

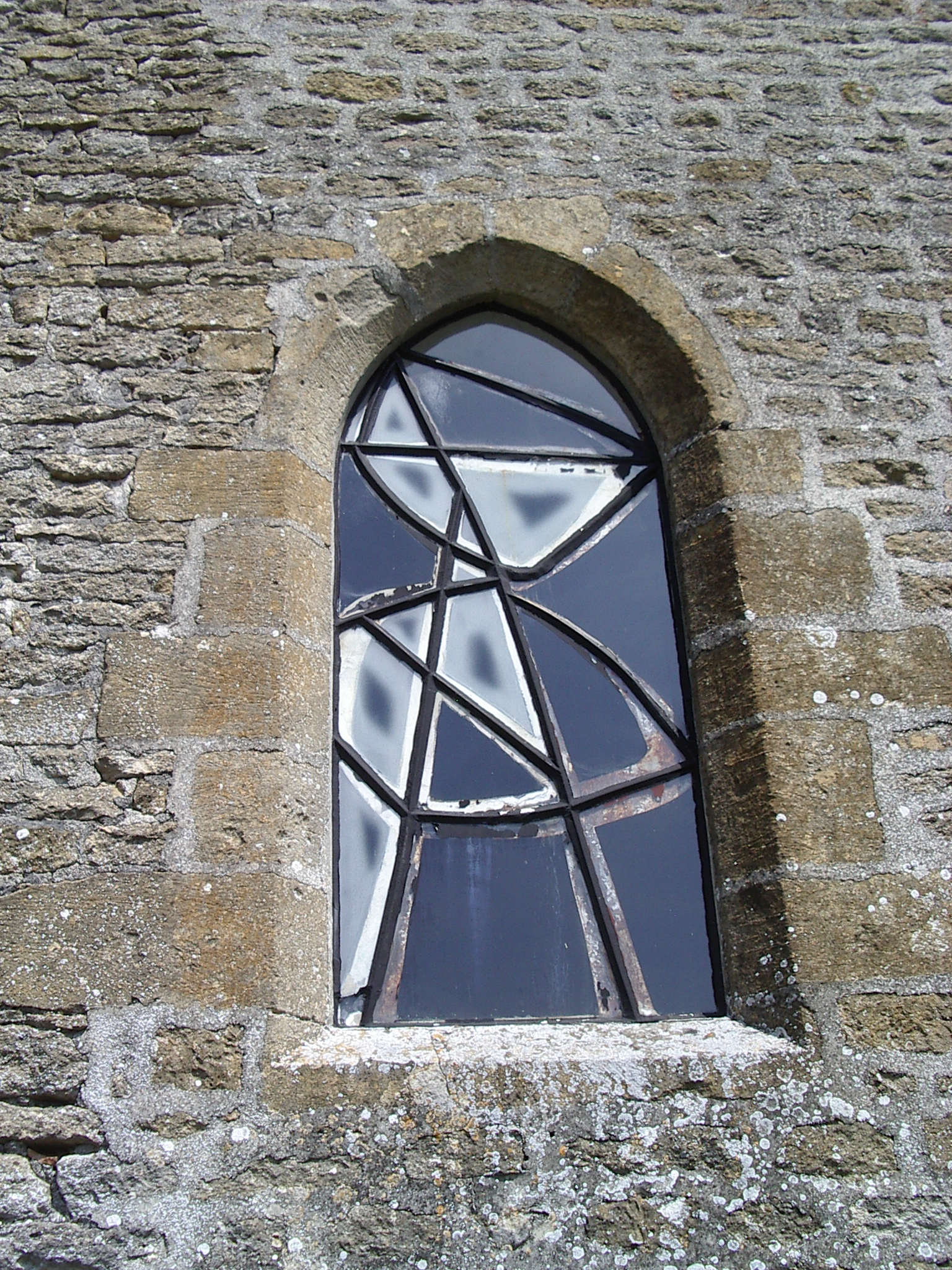
Vitraux.
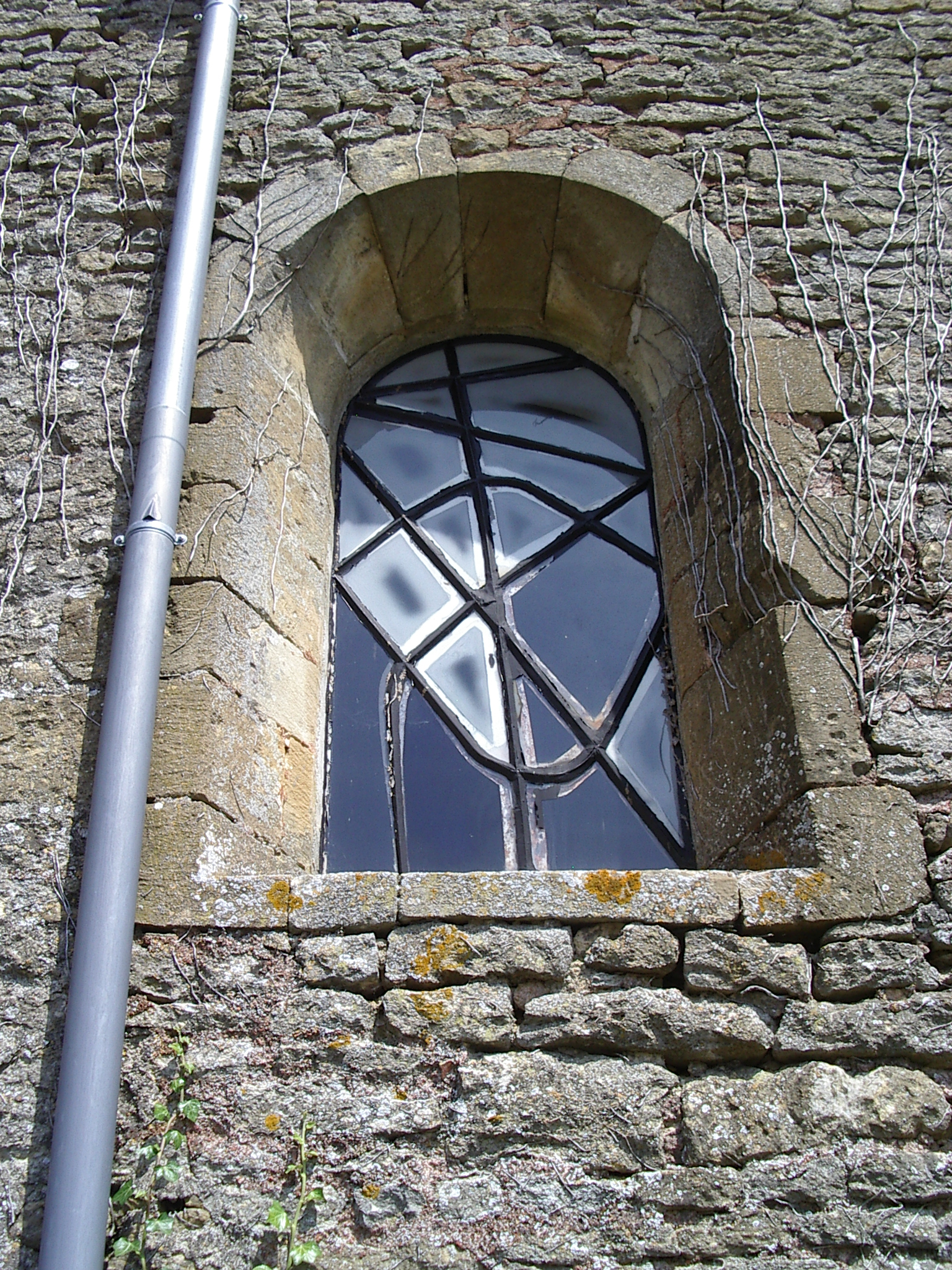
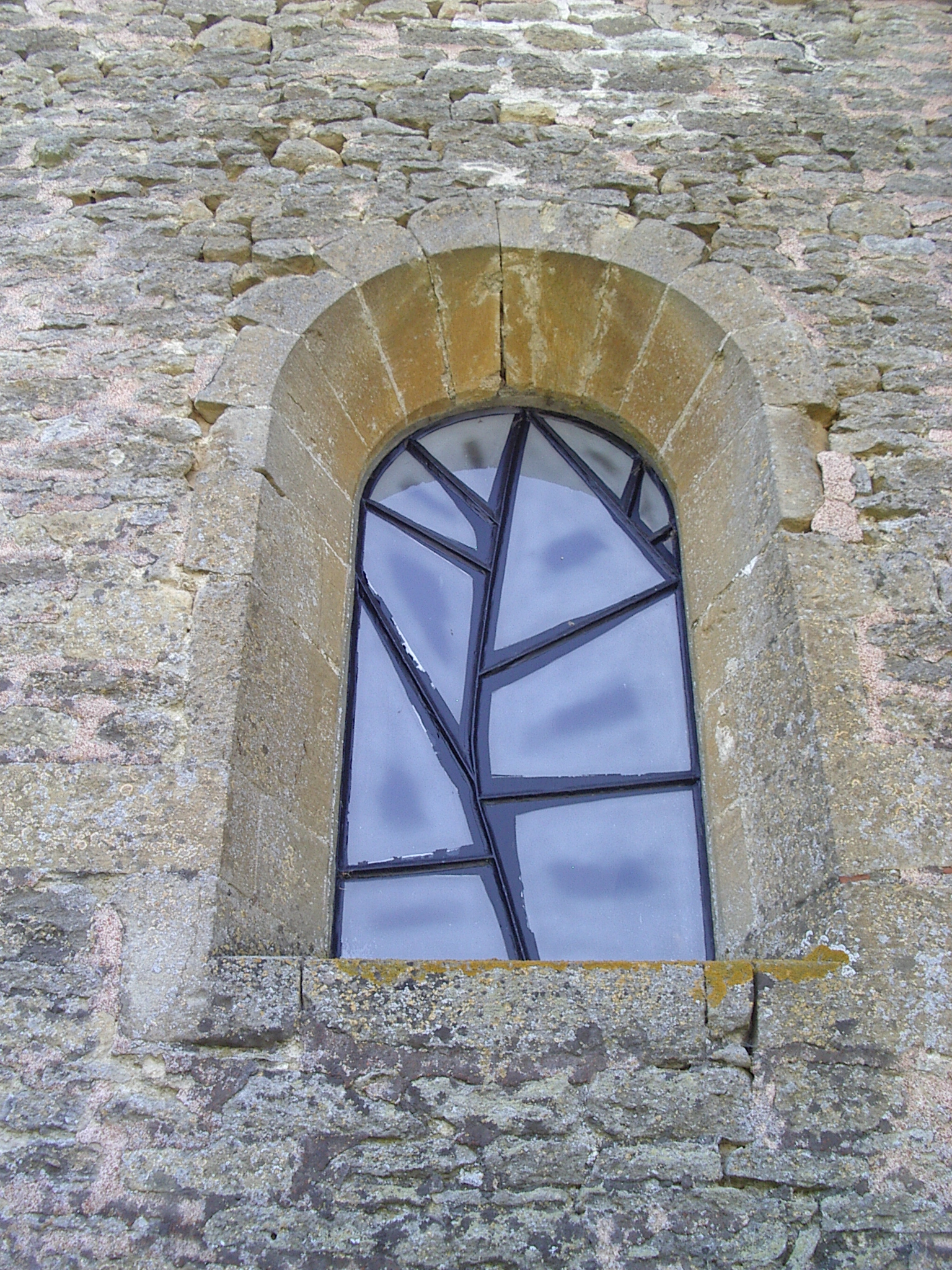
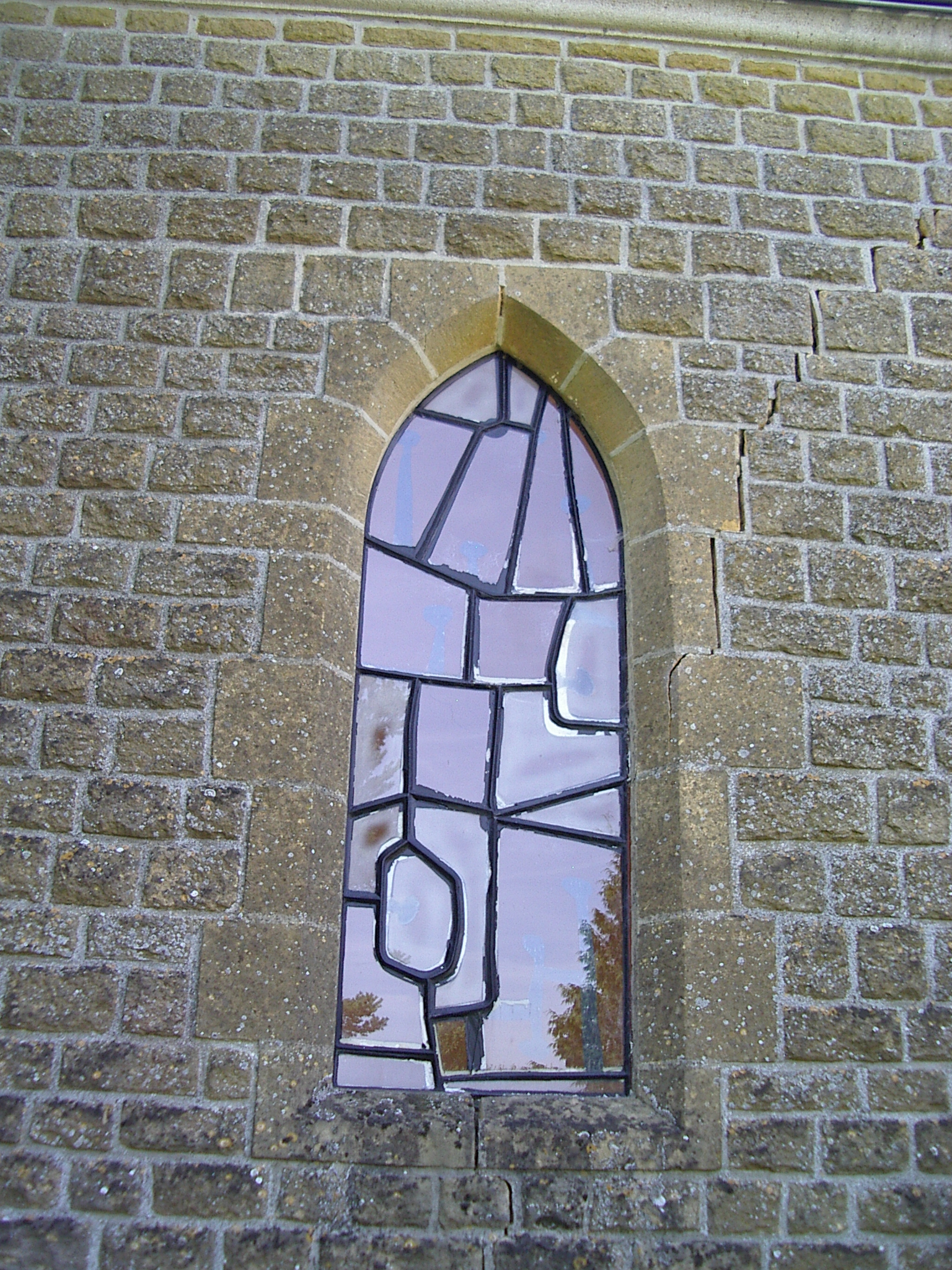

## Localisation
L'église est située sur une butte de la commune de Fossé, dans le département de l'Ardennes.

## Historique
Pendant l'hiver 1944 - 1945, au moment de la bataille des Ardennes, une charge, utilisée par l'armée américaine pour faire sauter un blockhaus allemand, détruit le chœur de l'église. Au premier semestre 1954, une entreprise locale de maçonnerie, les frères Prévot, le reconstruit à l'identique, ainsi que la sacristie. La nef subsiste de l'ancienne église. Elle ne semble pas antérieure à la fin du XVIe siècle. On remarque, dans le mur nord, une ouverture de tir ovale pour arme légère, fréquente à cette période.
À la suite des dommages créés par l'explosion d'une charge de l'armée américaine et dans le prolongement de la reconstruction de l'édifice, la Coopérative de reconstruction des églises de France dévastées du diocèse de Reims, avec l'accord de la commission diocésaine d'art sacré du même diocèse, confie le réaménagement intérieur de l'édifice à trois artistes : Pierre Szekely, sculpteur, son épouse Vera Székely, céramiste et  André Borderie, peintre. Ils sont accompagnés par la cinéaste Agnès Varda, qui photographie l'avancée des travaux.
Pierre Szekely, d'origine hongroise, comme sa femme, est proche du courant artistique du début des années 1950, le groupe Espace animé notamment par André Bloc. S'inscrivant dans la lignée du mouvement De Stijl de l'entre-deux-guerres, ce groupe souhaite lier l'architecture, la sculpture, la peinture, et considère les manifestations artistiques comme un phénomène social.
La transformation de l'église Saint-Nicolas s'inscrit dans une période de renouveau de l'art sacré. Le XIXe siècle et le début du XXe siècle avaient été des périodes d'académisme et de relative indigence, où l'on pastichait les styles romans, gothiques, byzantins ou baroques. Les recherches des ateliers d'Art sacré de Maurice Denis et George Desvallières suscitèrent un nouvel intérêt dans les années 1920 pour une expression artistique et spirituelle au service d'une fonction séculaire. Il s'agissait de peintres. Un élan complémentaire fut donné par quelques architectes, Auguste et Gustave Perret à Raincy, Karl Moser en Suisse, Dom Bellot, etc. En 1950, dans le prolongement de la réalisation de l'Église Notre-Dame-de-Toute-Grâce du plateau d'Assy le dominicain Marie-Alain Couturier secoue les milieux plus traditionalistes en écrivant : « Cent vingt églises ont pu être bâties autour de Paris sans qu'un seul des grands architectes français, respectés du monde entier, ait été seulement consulté  [...] Il vaut mieux s'adresser à des hommes de génie sans la foi qu'à des croyants sans talent ».
Les travaux, de la fin 1954 à l'été 1955, s'effectuent bizarrement dans le plus grand secret. Les portes restent closes. L’église de Fossé est inaugurée le dimanche 14 août 1955, avec une messe célébrée par le curé de la paroisse. Le journal local  titre : « La modeste église de Fossé est maintenant un témoin de l'art chrétien contemporain ». Un article favorable parait également dans la presse catholique nationale. La population du village est par contre surprise et déconcertée par l'aménagement qu'elle découvre. Le sol est rouge, le plafond gris anthracite, le mur de gauche vert, le mur de droite blanc, le cintre est bleu et le chœur jaune citron. La peinture murale et les vitraux étonnent. Le chemin de croix aussi, qui a pris la forme d'un livre réalisé par Agnès Varda. Le baptistère évoque un utérus. Mais c'est, sur le mur sud de la nef, la statuaire en céramique de la crucifixion, et de la Vierge Marie, enceinte au pied de la croix  qui font l'objet des critiques les plus violentes.
La controverse émerge quelques mois plus tard et devient vite passionnée. La polémique enfle durant l'année 1956 et les sept premiers mois de 1957. Elle se traduit notamment par plusieurs articles dans la presse locale, notamment dans L'Ardenne Hebdomadaire, et quelquefois dans l'Union. En réaction, le 15 octobre 1956, un article favorable est publié dans un journal du Vatican, l'Osservatore Romano du 15 octobre 1956.
La congrégation des rites est pourtant saisie par les contestataires. Dans une lettre datée du 3 juillet 1957, le préfet de cette congrégation des rites, le cardinal Cicognani, s'adressant à l'archevêque de Reims, Marmottin : « […] déplore et condamne une représentation aussi sacrilège de la Passion de Notre Seigneur et demande à Votre excellence de mettre tous ses soins à faire enlever et détruire ces images ». L'archevêque sollicite du président de la Coopérative de reconstruction des églises dévastées l'enlèvement de la crucifixion créée par Vera Szekely. Il tient à préciser qu'il n'avait pas approuvé la conception de l’œuvre, ni lui ni la commission diocésaine d'art sacré. Le président de la coopérative obtempère. D'autres œuvres, notamment les fonts baptismaux et le chemin de croix, ne tardent pas à subir un sort comparable.
Après 1957, l'église de Fossé n'attire plus les polémiques. Ses vitraux suscitent l'intérêt des spécialistes. Entre 2009 et 2010, des travaux de peinture sont entrepris, modifiant les choix des artistes et uniformisant les couleurs dans la nef. L'édifice est finalement inscrit au titre des monuments historiques en 2011. Il reste, des décorations et aménagements de 1954/1955, les vitraux, la peinture murale, l'autel, le tabernacle et sa grille forgée, ainsi que des éléments de mobilier (bancs, confessionnal, bénitier...).